# Bardas Platípoda
Bardas Platípoda (em grego: Βάρδας Πλατυπόδης; romaniz.: Bárdas Platypódes) ou Plátipo (em grego: Πλατύπους; romaniz.: Platýpous) foi oficial bizantino do século X, ativo no reinado dos imperadores Romano I (r. 920–944) e Constantino VII (r. 913–959). Caso seja associado a outro indivíduo chamado Plátipo, Bardas era pai de Fotino.

## Nome
Bardas (Βάρδας, Bárdas) é a forma latina e grega do armênio Varde (Վարդ, Vard), que pode ter derivado do parta vard- (em iraniano antigo *vr̥da-), "rosa", ou do iraniano antigo vard-, "virar".

## Vida

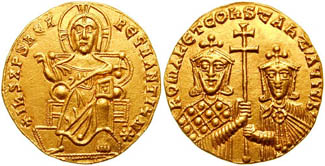
Soldo de r. e r.

Bardas era protoespatário e aparece em 923, quando sucedeu Arotra na posição de estratego do Peloponeso. Para Constantino VII, Bardas e seus seguidores causaram tumultos e revoltas no tema. Ele expulsou Leão Agélasto da província e suas ações provocaram a invasão de tribos eslavas vizinhas (esclavesianos). As tribos eslavas semi-independentes dos melingos e ezeritas, que pouco antes que sublevaram contra a administração imperial e foram subjugadas por Arotra e punidas com o aumento de tributo, voltaram-se ao imperador e exigiram que seu pagamento de tributo voltassem ao montante anterior. Temendo que essas tribos fariam causa comum com os invasores, Romano aceitou com a redução. A invasão eslava é geralmente datada em cerca de 923-925.
Na literatura, os distúrbios do tema e o comportamento de Bardas são explicados no seio das disputas entre Romano Lecapeno e a reinante dinastia macedônica, com Bardas representando o primeiro e Leão Agélasto representando a segunda. Os tumultos seriam, então, a expressão da luta pelo poder entre as facções na província, porém não há detalhes suficientemente conclusivos no Sobre a Administração Imperial (a principal fonte desse assunto) para suportar tais conclusões. Pensa-se que talvez pode ser parente do Platípoda ativo décadas mais tarde.